# Campeonato Sudamericano de Voleibol Femenino Sub-18 de 2008
El XVI Campeonato Sudamericano de Voleibol Femenino Sub-18 se celebró del 1 al 6 de septiembre de 2008 en la ciudad de Lima, Perú. Los equipos nacionales compitieron por dos cupos para el Campeonato Mundial de Voleibol Femenino Sub-18 de 2009 realizado en Tailandia.

## Equipos participantes
- Argentina
- Brasil
- Colombia
- Chile
- Paraguay
- Perú
- Uruguay
- Venezuela

## Grupos
| Grupo A   | Grupo B   |
| --------- | --------- |
| Brasil    | Perú      |
| Venezuela | Argentina |
| Chile     | Uruguay   |
| Colombia  | Paraguay  |

## Primera fase

### Grupo A
| Pos | Equipo    | PJ | PG | PP | SG | SP | PTS |
| --- | --------- | -- | -- | -- | -- | -- | --- |
| 1   | Brasil    | 3  | 3  | 0  | 9  | 0  | 6   |
| 2   | Venezuela | 3  | 2  | 1  | 6  | 6  | 5   |
| 3   | Colombia  | 3  | 1  | 2  | 3  | 6  | 4   |
| 4   | Chile     | 3  | 0  | 3  | 0  | 9  | 3   |

#### Resultados
| Fecha    | Encuentro            | Resultado | Set   | Set   | Set   | Set   | Set   | Puntuación total |
| Fecha    | Encuentro            | Resultado | 1     | 2     | 3     | 4     | 5     | Puntuación total |
| -------- | -------------------- | --------- | ----- | ----- | ----- | ----- | ----- | ---------------- |
| 01-09-08 | Venezuela - Chile    | 3-1       | 25-16 | 22-25 | 25-12 | 25-16 |       | 75-49            |
| 01-09-08 | Brasil - Colombia    | 3-0       | 25-12 | 25-20 | 25-10 |       |       | 75-39            |
| 02-09-08 | Venezuela - Colombia | 3-2       | 23-25 | 14-25 | 25-19 | 25-23 | 15-10 | 77-95            |
| 02-09-08 | Brasil - Chile       | 3-0       | 25-4  | 25-11 | 25-12 |       |       | 75-39            |
| 03-09-08 | Chile - Colombia     | 1-3       | 12-25 | 25-18 | 20-25 | 20-25 |       | 91-62            |
| 03-09-08 | Brasil - Venezuela   | 3-0       | 25-9  | 25-19 | 25-10 |       |       | 75-38            |

### Grupo B
| Pos | Equipo    | PJ | PG | PP | SG | SP | PTS |
| --- | --------- | -- | -- | -- | -- | -- | --- |
| 1   | Perú      | 3  | 3  | 0  | 9  | 0  | 6   |
| 2   | Argentina | 3  | 2  | 1  | 6  | 3  | 5   |
| 3   | Uruguay   | 3  | 1  | 2  | 3  | 7  | 4   |
| 4   | Paraguay  | 3  | 0  | 3  | 1  | 9  | 3   |

#### Resultados
| Fecha    | Encuentro            | Resultado | Set   | Set   | Set   | Set   | Set | Puntuación total |
| Fecha    | Encuentro            | Resultado | 1     | 2     | 3     | 4     | 5   | Puntuación total |
| -------- | -------------------- | --------- | ----- | ----- | ----- | ----- | --- | ---------------- |
| 01-09-08 | Argentina - Uruguay  | 3-0       | 25-11 | 25-6  | 25-15 |       |     | 75-31            |
| 01-09-08 | Perú - Paraguay      | 3-0       | 25-12 | 25-5  | 25-15 |       |     | 75-37            |
| 02-09-08 | Paraguay - Argentina | 0-3       | 12-25 | 14-25 | 7-25  |       |     | 32-75            |
| 02-09-08 | Perú - Uruguay       | 3-0       | 25-11 | 25-12 | 25-13 |       |     | 75-39            |
| 03-09-08 | Paraguay - Uruguay   | 1-3       | 29-27 | 8-25  | 15-25 | 19-25 |     | 71-77            |
| 03-09-08 | Perú - Argentina     | 3-0       | 25-22 | 25-18 | 25-20 |       |     | 75-55            |

### Clasificación para la Fase Final
| – | Clasificado para competir del 1° al 4° lugar. |
| – | Clasificado para competir del 5° al 8° lugar. |

## Fase final

### Final 5° y 7.º puesto

#### Resultados
| Fase     | Fecha    | Encuentro          | Resultado | Set   | Set   | Set   | Set | Set | Puntuación total |
| Fase     | Fecha    | Encuentro          | Resultado | 1     | 2     | 3     | 4   | 5   | Puntuación total |
| -------- | -------- | ------------------ | --------- | ----- | ----- | ----- | --- | --- | ---------------- |
| 7° lugar | 06-09-08 | Chile - Paraguay   | 3-0       | 25-13 | 25-18 | 25-10 |     |     | 77-95            |
| 5° lugar | 06-09-08 | Colombia - Uruguay | 3-0       | 25-17 | 25-11 | 25-13 |     |     | 91-62            |

### Final 1.º y 3.º puesto
|  | Semifinales | Semifinales |   |           | Final      | Final |  |
|  |             |             |   |           |            |       |  |
|  |             |             |   |           |            |       |  |
|  |             |             |   |           |            |       |  |
|  | Brasil      | 3           |   |           |            |       |  |
|  | Argentina   | 0           |   |           |            |       |  |
|  |             |             |   |           |            |       |  |
|  |             |             |   |           |            |       |  |
|  |             |             |   |           | Brasil     | 3     |  |
|  |             | Perú        | 1 |           |            |       |  |
|  |             |             |   |           |            |       |  |
|  |             |             |   |           |            |       |  |
|  |             |             |   |           | 3.º puesto |       |  |
|  |             |             |   |           |            |       |  |
|  | Perú        | 3           |   | Venezuela | 3          |       |  |
|  | Venezuela   | 0           |   |           | Argentina  | 1     |  |

#### Resultados
| Fase      | Fecha    | Encuentro             | Resultado | Set   | Set   | Set   | Set   | Set | Puntuación total |
| Fase      | Fecha    | Encuentro             | Resultado | 1     | 2     | 3     | 4     | 5   | Puntuación total |
| --------- | -------- | --------------------- | --------- | ----- | ----- | ----- | ----- | --- | ---------------- |
| Semifinal | 05-09-08 | Brasil - Argentina    | 3-0       | 25-20 | 25-16 | 25-22 |       |     | 75-58            |
| Semifinal | 05-09-08 | Perú - Venezuela      | 3-0       | 25-14 | 25-17 | 25-22 |       |     | 75-53            |
| 3° lugar  | 06-09-08 | Venezuela - Argentina | 3-1       | 33-31 | 19-25 | 25-20 | 25-22 |     | 102-98           |
| Final     | 06-09-08 | Brasil - Perú         | 3-1       | 25-27 | 25-12 | 25-20 | 25-19 |     | 100-78           |

## Posiciones Finales
| \| Pos \| Equipo \| \| --- \| --------- \| \| \| Brasil \| \| \| Perú \| \| \| Venezuela \| \| 4 \| Argentina \| \| 5 \| Colombia \| \| 6 \| Uruguay \| \| 7 \| Chile \| \| 8 \| Paraguay \| | Campeón Brasil 13º Título |
| Pos | Equipo                    |
| | Brasil                    |
| | Perú                      |
| | Venezuela                 |
| 4 | Argentina                 |
| 5 | Colombia                  |
| 6 | Uruguay                   |
| 7 | Chile                     |
| 8 | Paraguay                  |

## Distinciones individuales
| - Most Valuable Player - Stephanie Paulino (BRA) - Mejor Ataque - Vivian Baella (PER) - Mejor Bloqueo - Nelamira Valdez (BRA) - Mejor Servicio - Josefina Baili (ARG) | - Mejor Armadora - Rosane Maggioni (BRA) - Mejor Recepción - Lisset Sosa (PER) - Mejor Defensa - Samara Almeida (BRA) - Mejor Líbero - Priscila Almeida (BRA) |

| Predecesor: Perú 2006 | Campeonato Sudamericano de Voleibol Femenino Sub-18 Perú 2008 | Sucesor: Perú 2010 |

- Datos: Q942296